# 切里错
切里错（藏語：འཁྱིལ་རུ་མཚོ།，威利转写：'khyil ru mtsho，THL：Khyilru Tso）位于中国西藏自治区那曲市安多县境内，地处安多县西南部，南临蓬错，湖面海拔4670米，湖长6.4公里，最大宽2.1公里，平均宽1.4公里，面积9.1平方公里。